# Article 88-2 de la Constitution de la Cinquième République française
Article 88-1 Article 88-3
L'article 88-2 de la Constitution de la Cinquième République française garantit la constitutionnalité du mandat d'arrêt européen.

## Contenu de l'article
« La loi fixe les règles relatives au mandat d'arrêt européen en application des actes pris par les institutions de l'Union européenne. »
— Article 88-2 de la Constitution

## Historique
La version actuelle de l'article résulte de la révision constitutionnelle du 4 février 2008, qui a soumis son entrée en vigueur à celle du traité de Lisbonne. Elle a donc valeur constitutionnelle depuis le 1er décembre 2009.
Cet article a été introduit à l'origine dans la Constitution par la révision du 25 juin 1992, avec un contenu différent : il permettait, à la suite d'une décision du Conseil constitutionnel, à la France de consentir aux transferts de compétence nécessaires à l'établissement de l'Union économique et monétaire.
La révision constitutionnelle du 25 mars 2003 a ajouté un alinéa à cet article afin de permettre l'instauration du mandat d'arrêt européen, que le Conseil d'État avait jugé partiellement incompatible avec la Constitution.
Les alinéas de cet article introduits en 1992 ont été supprimés par la révision constitutionnelle du 4 février 2008, ne laissant subsister que l'alinéa relatif au mandat d'arrêt européen.